# La Machine à remonter le temps
 (juin 2018).
Si vous disposez d'ouvrages ou d'articles de référence ou si vous connaissez des sites web de qualité traitant du thème abordé ici, merci de compléter l'article en donnant les références utiles à sa vérifiabilité et en les liant à la section « Notes et références ».

La Machine à remonter le temps ou Les Gladiateurs (See Ya Later Gladiator) est un dessin animé de la série des Looney Tunes réalisé par Alex Lovy en 1968. Il est considéré comme l'un des pires dessins animés de la Warner Bros.